# Fonction quantile
En probabilités, la fonction quantile est une fonction qui définit les quantiles.

## Définition formelle
Soit X une variable aléatoire et F sa fonction de répartition, la fonction quantile est définie par 
{\displaystyle Q(q)=F^{\leftarrow }(q)=\inf \left\{x:F(x)\geqslant q\right\}}
pour toute valeur de {\displaystyle q\in [0,1]}, la notation {\displaystyle F^{\leftarrow }} désignant l’inverse généralisé à gauche de {\displaystyle F}.
Si F est une fonction strictement croissante et continue, alors {\displaystyle Q(q)} est l'unique valeur de {\displaystyle x} telle que {\displaystyle F(x)=q}. {\displaystyle F^{\leftarrow }} correspond alors à la fonction réciproque de {\displaystyle F}, notée {\displaystyle F^{-1}}. En revanche, pour les lois discrètes, les fonctions de répartition sont toutes en escalier, d'où l'intérêt de la définition précédente.
On dit que : 
- {\displaystyle Q(0,\!5)} est la médiane ;
- {\displaystyle Q(0,\!25)} le premier quartile ;
- {\displaystyle Q(0,\!75)} le troisième quartile ;
- {\displaystyle Q(0,\!1)} le premier décile et
- {\displaystyle Q(0,\!9)} le neuvième décile.

### Exemples
Lois continues
Par exemple, la fonction de répartition de la loi exponentielle de paramètre λ est :
{\displaystyle F(x;\lambda )=(1-{\rm {e}}^{-\lambda x})1\!\!1_{x\geq 0}}
La fonction quantile de cette loi revient, pour une valeur 0 ≤ p < 1, la valeur Q tel que {\displaystyle 1-{\rm {e}}^{-\lambda Q}=p} soit :
{\displaystyle Q(p;\lambda )={\frac {-\ln(1-p)}{\lambda }},\!}
Les quartiles sont donc :
- premier quartile (p = 1/4): {\displaystyle -\ln(3/4)/\lambda \,}
- médiane (p = 2/4) : {\displaystyle -\ln(1/2)/\lambda \,}
- troisième quartile (p = 3/4) : {\displaystyle -\ln(1/4)/\lambda .\,}

De la même façon, on obtient les fonctions quantiles des lois suivantes :
- loi de Cauchy de paramètres x0 et a
{\displaystyle Q(p;x_{0},a)=x_{0}+a\tan \left(\pi \left(p-{\frac {1}{2}}\right)\right)}
- loi logistique de paramètres μ et s
{\displaystyle Q(p;\mu ,s)=\mu +2s\operatorname {artanh} (2p-1)}
- loi de Laplace
{\displaystyle Q(p;\mu ,b)=\mu -b\,\operatorname {sgn}(p-0,5)\,\ln(1-2|p-0,5|).}

Loi de Tukey-lambda
La loi de Tukey-lambda est définie par sa fonction quantile :
{\displaystyle Q(p;\lambda )={\frac {p^{\lambda }-(1-p)^{\lambda }}{\lambda }},\ \lambda \in \mathbb {R} }